# Papiers collés

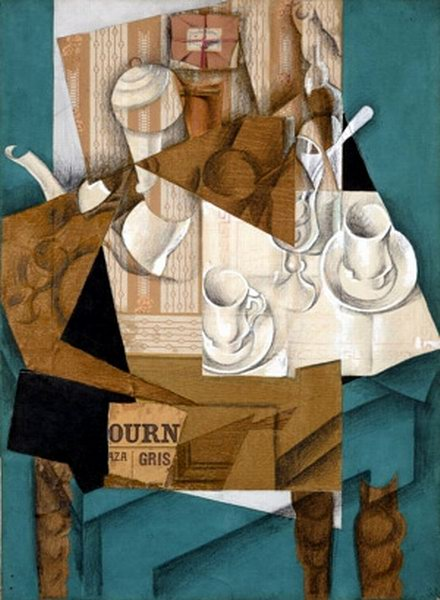
Le Petit Déjeuner. Juan Gris, 1914. Gouache, huile et crayon sur papier-peint collé sur toile, 80.9 x 59.7 cm. Museum of Modern Art.

Les papiers collés sont une forme de collage qui est composé de morceaux de papier : coloré ou non, portant un dessin ou non, papier de journal, papier peint, etc., mais qui peut intégrer d'autres matériaux bidimensionnels, tels que la peinture, gouache et/ou huile, et être collé sur toile.
Ce procédé des papiers collés, mis au point par Georges Braque et Pablo Picasso, en 1912, introduit une très grande liberté dans la construction d'un nouveau type de réalisation plastique en deux dimensions, par la possibilité pour chaque forme, de trouver sa position et de tester la matière de chaque surface au moyen d'épingles ou de punaises, avant de la coller.

## L'art des papiers collés
Les papiers collés se définissent dans le cubisme comme un moyen artistique consistant à coller sur un support de papier ou de toile, et ce dès l'automne 1912, des découpes de papiers dans un dessin ou dans une peinture en cours de réalisation. Ils participent à la cohérence de la composition et l'esprit de l'image comme un élément en écho à la fragmentation de l'espace pictural cubiste. Les lignes de découpe produisant des effets rythmiques semblables à celles qui sont tracées ou peintes.
Les papiers découpés jouent aussi dans l'image « comme » les fragments de mots peints ou dessinés, soigneusement découpés eux aussi, selon différentes stratégies. Les matières des papiers sont sensiblement différentes les unes des autres, comme le papier couché, le papier vergé, les papiers de couleur, mais aussi des fragments de partition musicale, du papier peint, et des découpes dans les zones de textes extraites de journaux. Les papiers collés ont souvent été tout d'abord épinglés en cours de travail, déplacés et recoupés aux ciseaux avant d'être finalement collés.
L'esprit des papiers découpés cubistes nait de la synthèse effectuée entre deux pratiques, afin de créer une composition spatiale cohérente, tout en restant librement malléable. Pour cette raison, Picasso et Braque parlaient également de « dessin synthétique ». Ainsi, les papiers collés peuvent être considérés comme une transition entre le cubisme analytique et le cubisme synthétique, marquant donc une rupture dans le mouvement cubiste,.
Les papiers collés exploitant seulement le papier comme matériau sont à distinguer du collage ; ils ont été mis au point par Braque puis Picasso à l'automne 1912,.
Le chemin était préparé à cette innovation, dès 1911, par l'introduction de la lettre dans la peinture du cubisme analytique, avec l'image de fragments de mots, incitant le spectateur à compléter ce qu'il lisait, tout comme il était aussi invité à compléter les fragments de formes qui lui étaient offerts comme des rébus dans les tableaux de cette année-là. Picasso et Braque étaient aussi en train d'expérimenter l'introduction de zones de matières picturales, dont une peinture à l'huile et au sable et jusqu'à peindre sur verre .
Et Braque, qui connaissait la pratique du faux bois dans la décoration intérieure, l'introduisait aussi, comme un corps étranger à sa peinture. La représentation, peinte ou dessinée, de papier peint a donc précédé le papier peint découpé et collé : on est passé du papier peint peint au papier peint collé. C'est ce qui s'est passé aussi pour le papier musique et les partitions. Les nouvelles pratiques comme l'usage d'un peigne de peintre en bâtiment ou la représentation de fragments de mots ou de partitions ont ainsi trouvé leur transposition dans les papiers collés.
Les papiers découpés offraient la possibilité d'une liberté plus grande, avec des ajustements en cours de travail plus aisés, plus légers, ou la recherche de « trompe-l'esprit », selon les mots de Françoise Gilot, en modifiant les problématiques classiques de perspectives, de point de vue et d'équilibre. C'était, selon les termes de Bruguière, une « méthode de pensée, de concevoir et de réaliser ». Les papiers collés cubistes produisaient souvent des contrastes vifs sur les lignes de contact entre des matériaux réels différents, comme du papier peint ou des journaux,.

## Les artistes
À partir de 1907-1908, Braque et Picasso expérimentent de nouvelles formes de compositions inspirées de Paul Cézanne. Ils explorent des lignes brisées, des formes géométriques, dans Les Usines du Rio Tinto à L'Estaque (1910, 64 × 54 cm), Centre Georges-Pompidou, Paris de Braque, ou Ma jolie, de Picasso (1911). Braque intègre dans Le Portugais, huile sur toile (1911, 117 × 81 cm), Kunstmuseum (Bâle) des motifs au pochoir.
« Si l'on considère que la bataille du cubisme s'est jouée sur le thème de la nature morte, Braque s'y était mieux préparé, ou plutôt, il a été à même d'aller plus sûrement jusqu'à “ce signe qui suffit”, tel que l'a nommé Henri Matisse. » En prenant les précautions qui s'imposent, il convient d'évaluer l'enjeu porté par les deux natures mortes : le premier collage de Picasso à Paris, en mai 1912, Nature morte à la chaise cannée, et le premier papier collé de Braque, Compotier et verre, en septembre 1912.
Braque a l'idée de coller des morceaux de papier peint avec un motif de faux bois sur un dessin au fusain, dans Compotier et verre (50 × 65 cm, collection privée), créant un contraste entre les matières et une sorte de relief, et inventant ainsi la première œuvre de papiers collés. Il séjournait alors dans le midi de la France, à la mi-septembre 1912, à Sorgues, avec Picasso.
Picasso a créé des collages à partir de 1912. Le plus connu est sans doute la Nature morte à la chaise cannée, fait à Paris, et qui est la reprise et la réparation d'un dessin de 1908, auquel il avait ajouté une publicité pour les Magasins du Louvre. Il avait éclairé le tout avec un arrière-plan semblable au Déjeuner sur l'herbe, d'Édouard Manet, ceci malheureusement à une date non précisée. Il reste donc difficile de dater cette nature morte, vraisemblablement postérieure au retour de Braque à Paris.
Picasso et Braque explorent ensemble les possibilités de ces papiers découpés à l'automne 1912, afin d'éviter radicalement les problèmes de lecture posés par les œuvres quasi-abstraites du cubisme analytique. Picasso, stimulé par les propositions de Braque, crée une grande quantité de ces œuvres où son imagination, son humour et son goût pour le jeu avec le spectateur, pouvaient s'exprimer encore plus librement,. Il en résulte des œuvres comme les Guitares ou Bouteille de Suze, avec Picasso, Composition à l'as de trèfle ou Verre, bouteille, paquet de tabac, journal ,avec Braque.
Les papiers collés de Braque, pour Jean Paulhan, « qui a passé la moitié de sa vie à essayer d'expliquer la nature de l'œuvre de Braque » sont des « machines à voir ». D'après lui, le cubisme consiste à « substituer l'espace brut à l'espace concerté des classiques. Cette substitution se fait par le biais d'un engin analogue à la machine à perspective de Filippo Brunelleschi, et à la vitre quadrillée de Albrecht Dürer ».
Braque reste à Sorgues, tandis que Picasso retourne à Paris, où il commence à exécuter ses propres papiers collés. Il écrit à Braque : « Mon cher ami Braque je emploie [sic] tes derniers procédés paperistiques et pusiereux. Je suis en train de imaginer une guitare et je emploie un peu le pusière contre notre orrible toile. Je suis bien content que tu sois heureux dans ta villa de Bel Air, et que tu sois content de ton travail. Moi, comme tu vois, je commence à travailler un peu. »
La confrontation de Picasso avec les papiers découpés coïncide avec une nouvelle période de son art, marquée par un cubisme coloré à l'espace plus disloqué qu'auparavant, comme en témoignent, bien plus tard, en 1914, Homme assis au vert et Portrait de jeune fille. Autre exemple, dans Verre, journal et dé et As de trèfle, verre et élément de guitare, il dissocie les objets et leur ombre. Dans ses papiers collés, il propose rapidement l'usage de coupures de journaux.
Cependant, Braque avance dans sa recherche des papiers collés, dérivant sur des papiers ayant l'aspect du faux bois, il imite aussi le marbre. Les inversions de relief se multiplient et des signes optiques apparaissent vers la fin de l'année 1913, jouant sur la répétition d'une figure géométrique ou d'un motif décoratif. Des signes objectifs nouveaux apparaissent l'année suivante : cordes de guitare, de violon, cartes à jouer, morceau de journal transformé en carte à jouer. Vers la fin de la « période papier » apparaît le carton ondulé. Braque introduit dans sa composition la notion de relief qui connaîtra un vif succès à partir de 1917, tant dans ses collages que dans ceux de son meilleur ami, le sculpteur Henri Laurens.
Parmi les œuvres importantes de la période des papiers collés (1913-1914), se trouvent Le Petit Éclaireur (92 × 63 cm), fusain, papier journal, papier faux bois et papier noir collé sur toile, Musée de Lille métropole, Nature morte sur table (Gillette) (48 × 62 cm), où est reproduite l'enveloppe d'une lame de rasoir Gillette (Centre Pompidou, Paris), Violon et pipe LE QUOTIDIEN (74 × 100 cm), fusain, papier faux bois, galon de papier peint, papier noir, papier journal collés sur papier, contrecollé sur carton (Centre Pompidou, Paris).
En réaction au cubisme analytique, les papiers collés permettent en effet aux deux artistes de se réapproprier la couleur et la forme par ces ajouts de découpages et de textures indépendants. Will-Levaillant donne une analyse similaire, rappelant avant les papiers découpés l'usage de pochoir par Braque et Picasso : il s'agissait d'un besoin de se réapproprier l'objet et le réel dans un art devenu trop hermétique. De nombreux historiens de l'art soulignent d'autre part l'importance de la vie privée et du contexte politique et social dans lequel vivait Picasso pour expliquer son évolution synthétique,.
D'autres artistes proches du cubisme reprennent les papiers collés à partir de 1915, dont Juan Gris, Robert Delaunay et Henri Laurens. Gris s'en sert à partir de 1914, de façon moins spontanée et libre que Picasso et Braque, composant avec soin et précision ses collages pour produire plus de profondeur et de multiples plans,. Laurens s'en inspire également, puis transpose surtout leur thématique dans ses sculptures, vers 1915-1920,.

## Suites
Ce moyen d'expression inspire en retour les peintures cubistes de la phase synthétique, par exemple Femme nues “J'aime Eva”, de Picasso ou La Musicienne de Braque, qui est peinte comme si elle était composée de papiers collés.

### Papiers collés et collages
Les papiers collés doivent être bien distingués du collage, qui se répand très tôt chez les artistes surréalistes (le collage surréaliste) et Dada, à partir de 1919,. Max Ernst en est l'inventeur, étendant les papiers collés cubistes vers plus d'expressionnisme, « un moyen pour capter et donner forme aux images poétiques intérieures » ; il existe d'ailleurs de nombreuses passerelles avec la poésie d'avant-garde. André Breton, inspiré par les collages d'Ernst ou les images doubles de Salvador Dalí, s'en sert pour ouvrir ses compositions au figuratif. Dans Ici le sourire, ses collages suggèrent la présence de végétation tout en évitant de la représenter concrètement, créant deux manières de regarder son œuvre.
« La technique du papier collé connaîtra une fortune inouïe dans l'art du XXe siècle, à l'origine du collage, du ready made, de l'assemblage, du happening, depuis le futurisme jusqu'au Pop-Art, en passant par Kurt Schwitters. » : Serge Lemoine.